# 太祖兆佳城大戰
「太祖兆佳城大戰」は、『滿洲實錄』に見える明万暦17年1589の戦役。

## 経緯

### 太祖兆佳城ニテ大戰ス

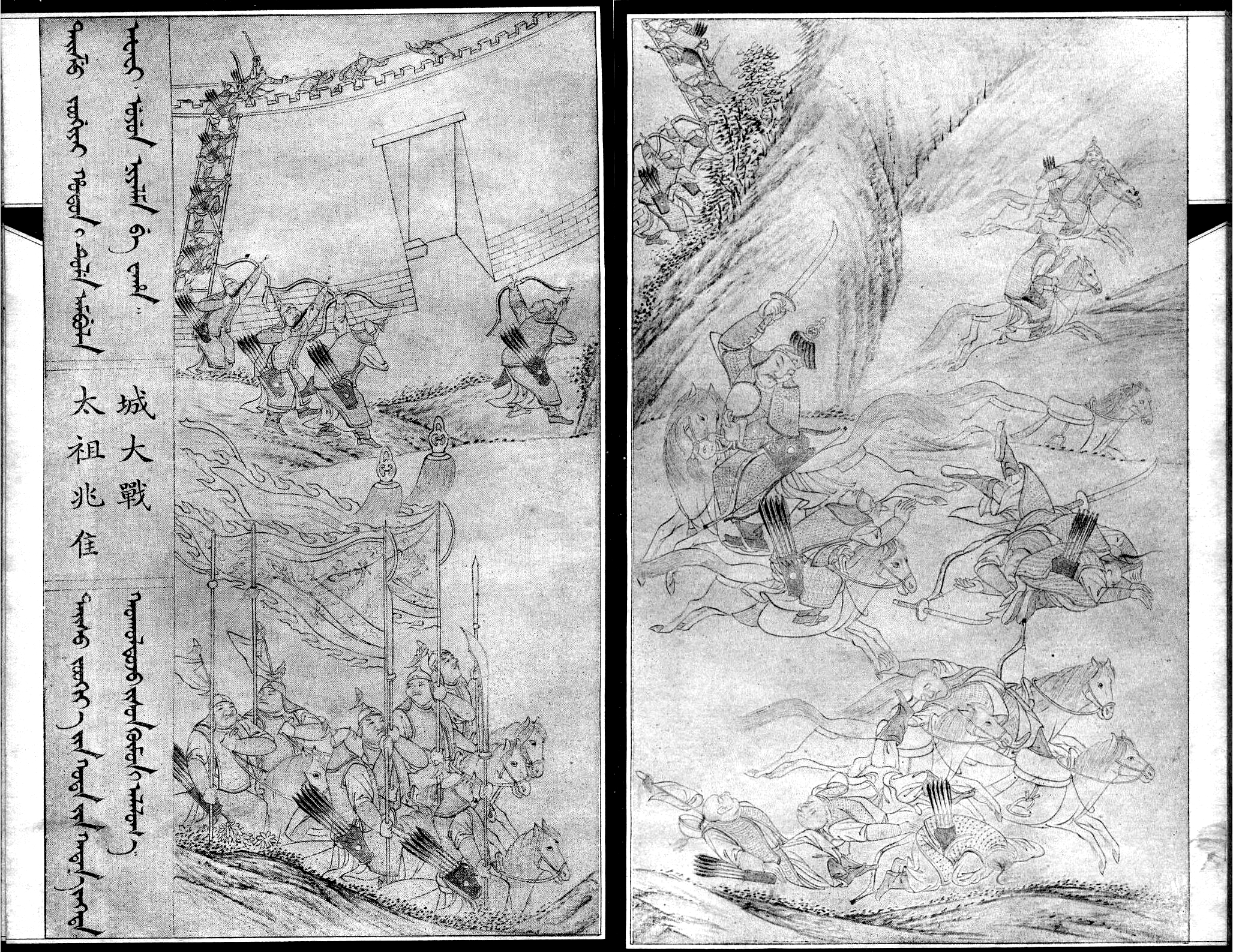
『滿洲實錄』巻2「太祖兆佳城大戰」

明万暦17年1589旧暦正月、建州女直酋長ヌルハチ (後の清太祖) は兆佳ジョオギャ城主・寧古親ニングチンを征討した。ヌルハチの配置した伏兵は、敵兵100人が城外に出てからもしばらく泳がせ、油断したところで矢を放ったため、敵兵は城内に逃げ戻ろうと、来た道を慌てて引き返した。城と敵群の間に立ちはだかるヌルハチは、独りで100人の敵兵めがけ突撃し、九人を手づから斬伐して、逃げ戻ろうとする敵兵を蹴散らした。

### 太祖敵ヲ射テ旺善ヲ救フ

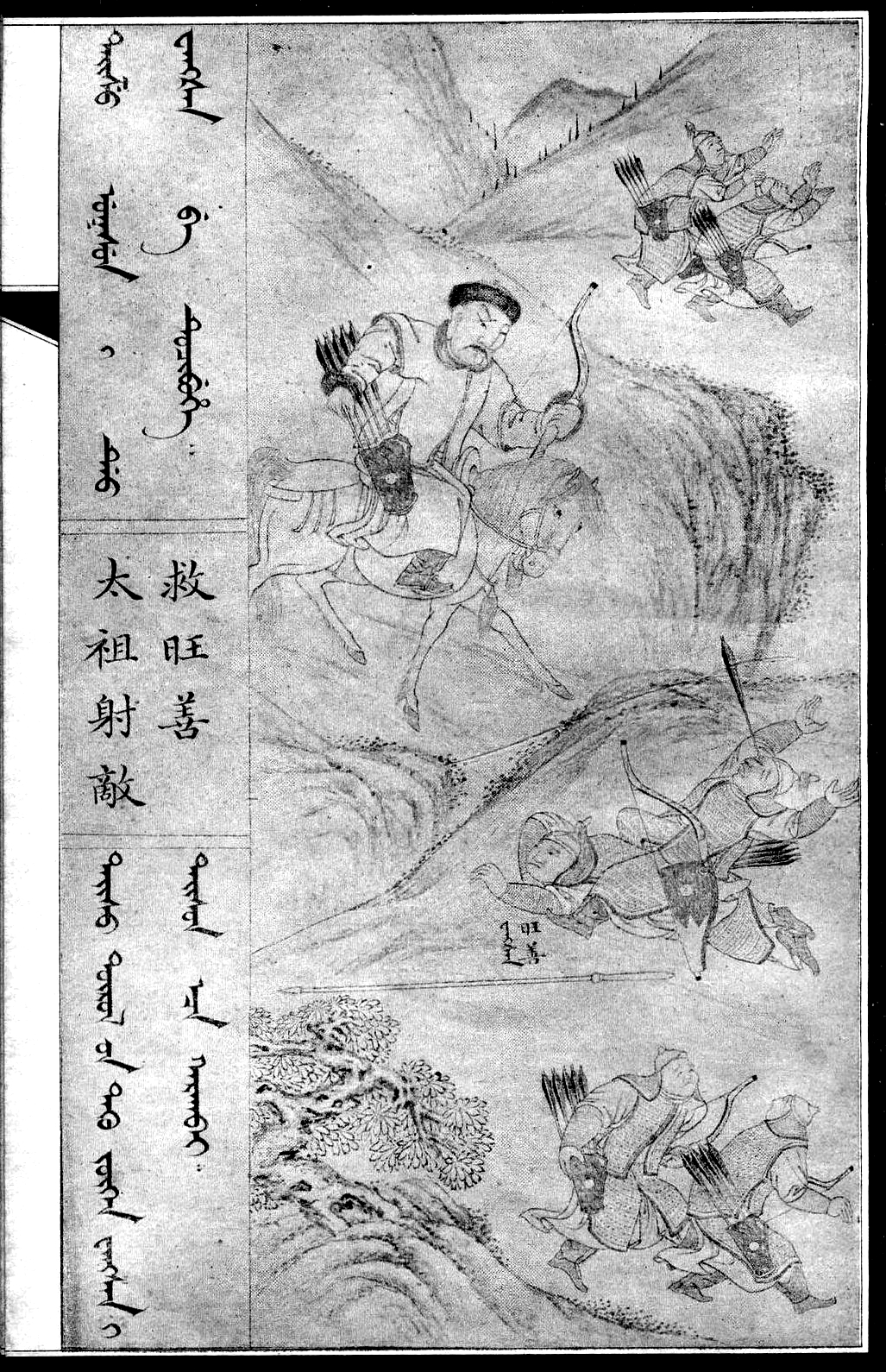
『滿洲實錄』2「太祖射敵救旺善」

攻城戦は四日間に亘り、城のまさに陥落せんとするころ、ヌルハチ軍は戦利品や捕虜、家畜の分配に気が逸り、味方同士で掴みあいが始まった。それをみたヌルハチは侍従の鼐護ナイフに自らの甲冑を着せ、兵士たちを宥めに行かせたが、木乃伊取りが木乃伊になり帰ってこない。その間に敵兵が逃げようとしたため、自らの綿甲を巴爾太バルタイに着せ、ナイフに着せた甲冑を取りにいかせたが、木乃伊が一人増えただけにおわった。
そうしているうちに、敵兵10人が突然襲撃をかけてきた。ヌルハチの族弟・王善ワンシャンが敵兵に推し倒されまさに槍で突き殺されそうになった為、武装をしていないままのヌルハチは単身その救助に向かい、ワンシャンの上に跨る敵兵に一矢放った。矢は敵の額に命中、弦の音の鳴るがはやいか敵は斃れた。ワンシャンを救出したヌルハチは勢いそのままに城を陥し、ニングチンを斬伐して帰還した。

## 脚註

### 典拠
1. 1 2 3  “己丑歲萬曆17年1589 1月1日段315-316”. 太祖高皇帝實錄. 2
2. 1 2 3  “己丑歲萬曆17年1589 段42”. 滿洲實錄. 2

### 註釈
1. ↑  『愛新覺羅宗譜』冊21 (乙)、ソオチャンガの孫 (次子・務泰の三子) にみえる「望善」か。「丙寅年三月十三日辰時繼母馬佳氏博和禮之女生」とあり、丙寅年は嘉靖45年1566で、天聡3年1629に享年64歳で死去している。ヌルハチは嘉靖38年1559生。

## 文献

### 實錄
＊中央研究院歴史語言研究所
『明實錄』
- 顧秉謙, 他『神宗顯皇帝實錄』崇禎3年1630 (漢)

『清實錄』
- 編者不詳『滿洲實錄』乾隆46年1781 (漢) 
  - 『ᠮᠠᠨᠵᡠ ᡳ ᠶᠠᡵᡤᡳᠶᠠᠨ ᡴᠣᠣᠯᡳmanju i yargiyan kooli』乾隆46年1781 (満) ＊今西春秋訳版
    - 今西春秋『満和蒙和対訳 満洲実録』刀水書房, 昭和13年1938訳, 1992年刊
- 覚羅氏勒德洪『太祖高皇帝實錄』崇徳元年1636 (漢)

### 史書
- 稻葉岩吉『清朝全史』上巻, 早稲田大学出版部, 大正3年1914
- 趙爾巽『清史稿』清史館, 民国17年1928 (漢) ＊中華書局版
- 孟森『清朝前紀』民国19年1930 (漢) ＊商務印書館版

### 論文
- 『東洋学報』33 (2) 1951, 和田 清「〈論説〉清の太祖興起の事情について」

### Web
- 栗林均「モンゴル諸語と満洲文語の資料検索システム」東北大学
- 「明實錄、朝鮮王朝実録、清實錄資料庫」中央研究院歴史語言研究所 (台湾)
- 「爱新觉罗宗谱网」辽宁满族经济文化发展协会